# وليم لينك
وليم لينك (بالإنجليزية: William Link)‏ (15 ديسمبر 1933، فيلادلفيا في الولايات المتحدة)؛ كاتب سيناريو، منتج أفلام وروائي أمريكي. درس في كلية وارتون لإدارة الأعمال.

## روابط خارجية
- وليم لينك على موقع IMDb (الإنجليزية)
- وليم لينك على موقع ألو سيني (الفرنسية)
- وليم لينك على موقع قاعدة بيانات برودواي على الإنترنت (الإنجليزية)
- وليم لينك على موقع قاعدة بيانات الأفلام السويدية (السويدية)
- وليم لينك على موقع قاعدة بيانات الفيلم (الإنجليزية)
- وليم لينك على موقع كينوبويسك (الروسية)